# Jagdgruppe 88
Jagdgruppe 88 (J/88) foi um grupo de caças da Legião Condor, um destacamento da Luftwaffe/Alemanha Nazi que apoiava os nacionalistas na Guerra Civil Espanhola.
Por este grupo passaram muitos pilotos voluntários, entre os quais se destacam Günther Lützow, Adolf Galland e Werner Mölders. Foi uma maneira de os alemães não só apoiarem os nacionalistas em Espanha como, ao mesmo tempo, testar as suas aeronaves e doutrinas de combate aéreo, algo que ajudaria a cimentar a ideia de Blitzkrieg mais tarde durante a Segunda Guerra Mundial, onde o poder aéreo seguia de perto as operações terrestres.